# Высоцице
Высоци́це (пол. Wysocice) — село в Польше в сельской гмине Голча Мехувского повета Малопольского воеводства.
Село располагается в 6 км от административного центра гмины села Голча, в 12 км от административного центра повета города Мехув и в 25 км от административного центра воеводства города Краков.
Около села протекает река Длубня.

## История
Первые свидетельства о селе относятся к XII веку. В первой половине XII века село было передано королевским двором в собственность рыцарскому роду Одровонжов. Село упоминается в сочинении Яна Длугоша «Liber beneficiorum dioecesis Cracoviensis». Во времена Царства Польского село было административным центром одноимённой гмины.
В 1975—1998 годах село входило в состав Краковского воеводства.

## Достопримечательности
- Церковь святого Николая в романском стиле, построенная в конце XII — начале XIII веков. Предполагается, что была построена по инициативе краковского епископа Иво Одровонжа. Во второй половине XVI века храм принадлежал протестантской общине. В окрестностях храма располагается приходское кладбище.